# Mithräum von Dura Europos

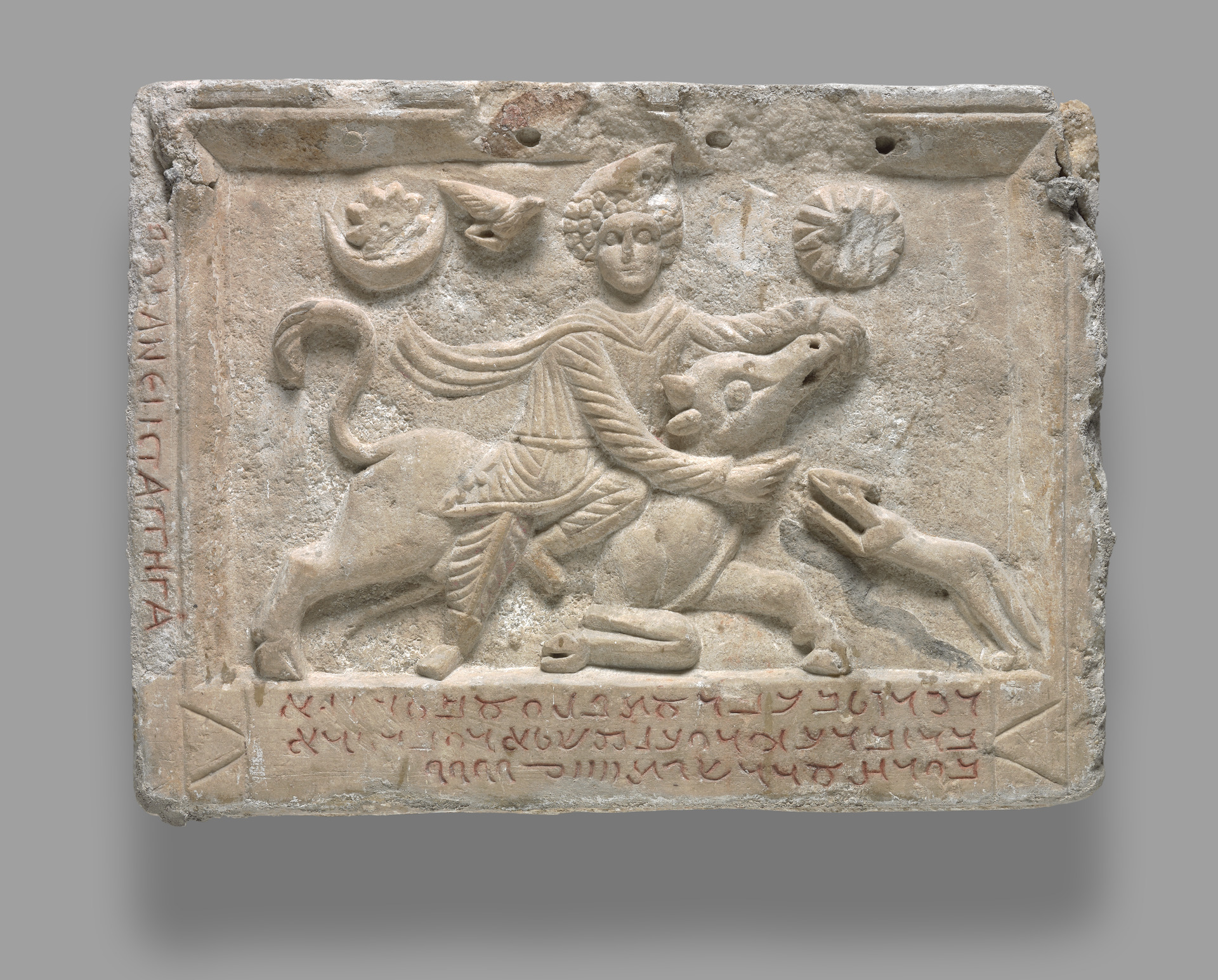
Relief mit Weiheinschrift aus dem Jahr 168 n. Chr.

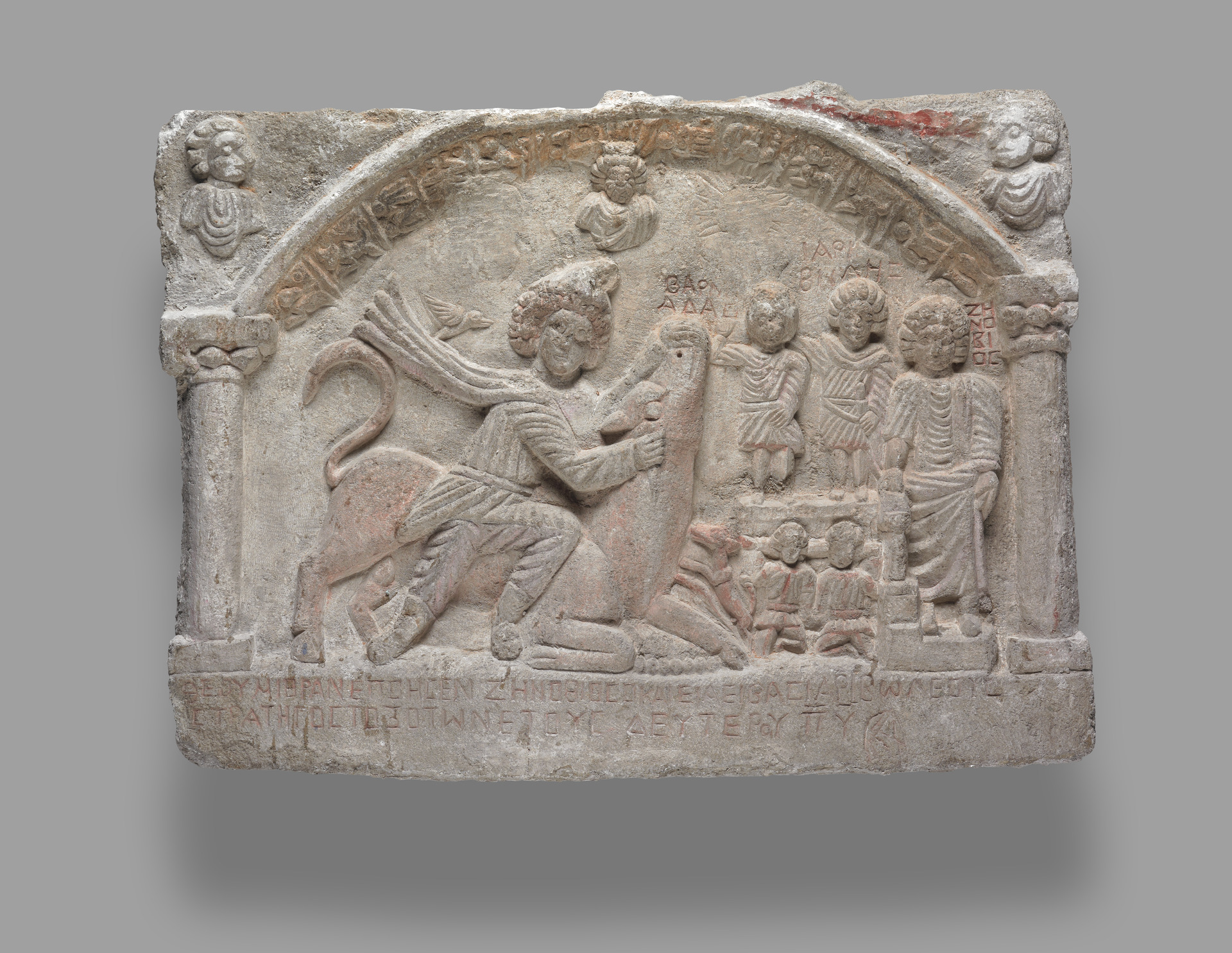
Relief mit Weiheinschrift aus dem Jahr 170–171 n. Chr.

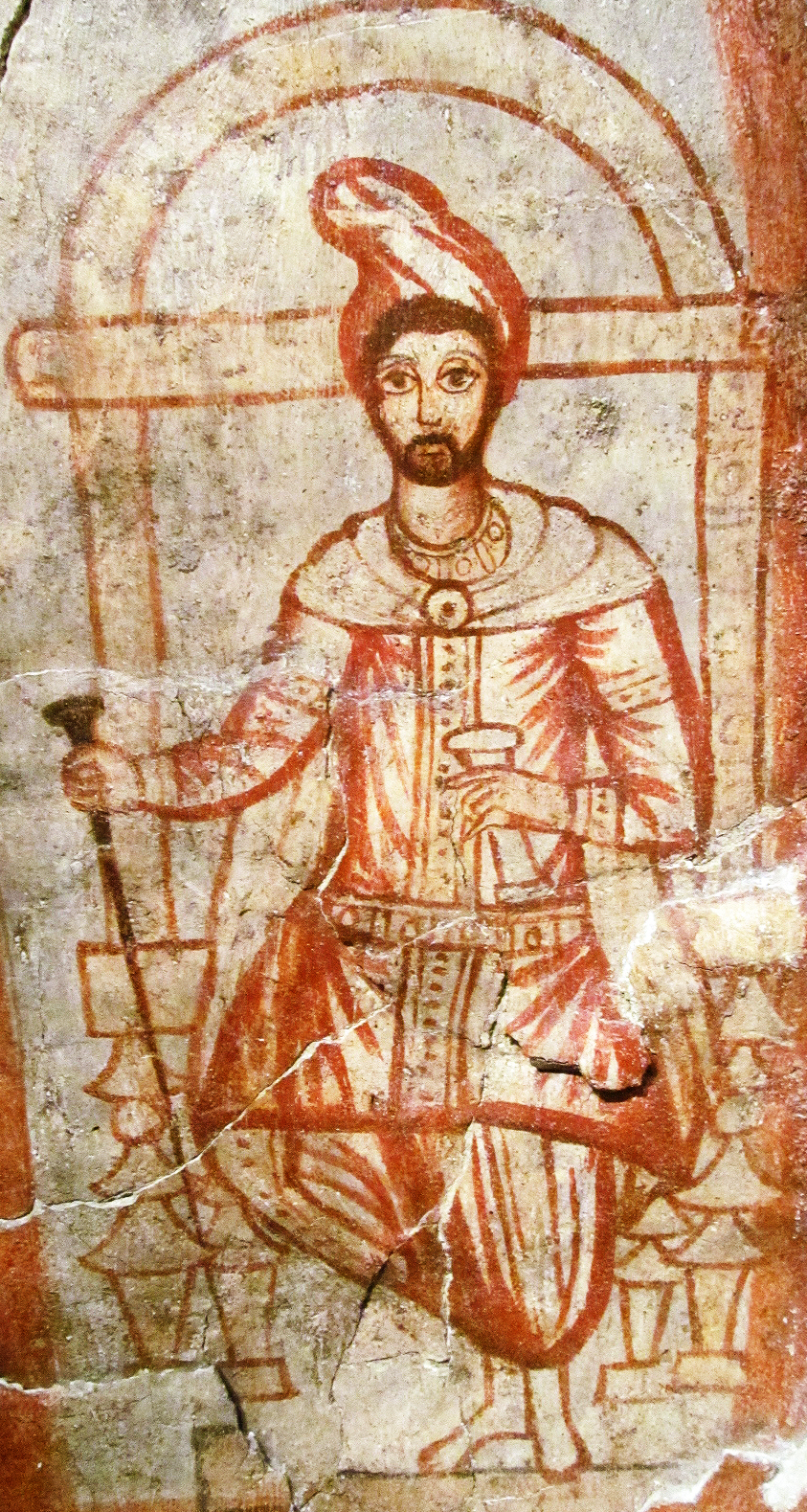
Wandmalerei im Mithräum

Das Mithräum von Dura Europos wurde 1934 bei den Ausgrabungen in dieser Stadt gefunden. Es gilt als einer der besterhaltenen und bestdokumentierten Kultbauten dieser Art.
Der Tempel liegt im Nordwesten der Stadt, nahe der Stadtmauer. Es handelt sich um einen freistehenden Bau, der aus Lehmziegeln errichtet wurde. Die Ausführung des Mauerwerks wird in dem Vorbericht als eher armselig beschrieben. Es können drei Bauphasen unterschieden werden. Zu Beginn handelte es sich um einen in ein Wohnhaus hineingebauten Kultraum, der im Laufe der Zeit immer wieder erweitert und weiter dekoriert wurde. Der Tempel liegt ebenerdig. Das Innere gleicht einer Basilika. Dieses sind eher untypische Elemente für Mithräen, da diese meist unterirdisch und grottenartig gestaltet sind.

## Erste Bauphase
Der erste Bau wurde kurz vor 168 n. Chr. errichtet. Dessen Hauptraum war nur 4,65 m lang und 5,80 m breit. Daneben waren noch zwei kleinere Räume angegliedert. Von diesem Bau stammt eine Weihinschrift, die diese Phase genau in das Jahr 168 datiert. Die Inschrift stammt von dem Stragegos Ethpeni, Sohn des Zabde'a und ist in palmyrisch verfasst und auf einem Relief angebracht, das Mithras zeigt, wie er den Stier tötet (Tauroktonie). Eine zweite kurze griechische Inschrift wiederholt nur seinen Namen. Rostovtzeff vermutete, dass es sich um das frühste Kultbild im Heiligtum handelte.
Ein zweites Kultbild wurde nur zwei Jahre später aufgestellt. Es zeigt eine ähnliche Szene, die jedoch einige Besonderheiten aufweist. Die griechische Weiheinschrift lautet: Für den Gott Mithras, gemacht von Zenobios, der auch Eiaebas (genannt wird), Sohn des Yaribol, Strategos der Bogenschützen, im Jahr 482 (170-171 n. Chr.) Rechts vom Stier finden sich Zuschauer, was sonst für Tauroktonie-Szenen nicht belegt ist. Drei der Zuschauer haben Beischriften. Die größte Figur, ganz rechts ist Zenobios, der Stifter des Reliefs. Die beiden anderen Figuren sind Jariboles und Barnaadath. Ihre Identität ist unsicher. Eine andere Besonderheit des Reliefs sind sieben Kugeln zwischen den Vorderhufen des Stiers. Ihre Interpretation ist unsicher, doch wird die Welt in der iranischen Weltsicht in sieben Kontinente unterteilt. Die Darstellung dieser sieben Teile der Welt mag also eine Anspielung auf Mithras, dem Herrn der ganzen Welt sein.

## Zweite und dritte Bauphase
Der Fund zweier Kultreliefs ist sonst nicht belegt. Das kleine, ältere stand unterhalb des größeren und war eventuell durch einen Vorhang verdeckt. Tommaso Gnoli vermutet, dass es in Dura Europos einst zwei Mithräen gab. Eines von beiden wurde aufgegeben und das Kultbild hierher gebracht.
Die zweite Bauphase datiert von etwa 210 bis 240 n. Chr. und wurde von römischen Soldaten unter der Leitung des Antonius Valentius errichtet. In dieser Phase wurde der Hauptraum auf 10,90 m erweitert. Er wurde jetzt vor allem mit Wandmalereien ausgeschmückt. In der dritten Phase wurde der Bau weiter ausgebaut und dekoriert. Im Hauptraum jeder Phase stand jeweils an der Kopfseite ein Altar, in der letzten Phase sogar ein eigener Altarraum. Hier befanden sich auch die beiden Kultreliefs. Aus der zweiten Bauphase stammen die reichhaltigen Wandmalereien des Tempels, darunter befinden sich Mithras als Jäger, zwei Magier und brennende Altäre. In dem Bau fanden sich über 200 kurze Inschriften. Darunter befindet sich auch die Signatur des Malers Mareos, der den Kultraum ausmalte.
Das ganze Heiligtum wurde nach der Ausgrabung abgebaut und in die Yale University Art Gallery gebracht. Dort ist die Kultnische rekonstruiert und ausgestellt.